# Autoridade Portuária de Nova Iorque e Nova Jérsei
A Autoridade Portuária de Nova Iorque e Nova Jérsei, ou Jérsia (em inglês: Port Authority of New York and New Jersey, PANYNJ), é uma organização governamental estadunidense criada em 1921 (como Autoridade Portuária de Nova Iorque) através de um pacto interestadual entre os estados de Nova Iorque e Nova Jérsei. Executa e mantém maior parte da infraestrutura de transporte regional, incluindo pontes, túneis, aeroportos, portos marítimos, além do Porto de Nova Iorque e Nova Jérsia. O distrito abrange uma área de 3 900 quilômetros quadrados, numa região geralmente dentro de 40 km da Estátua da Liberdade, no Porto de Nova Iorque. A Autoridade Portuária está sediada na 225 Park Avenue South, em Manhattan.
A Autoridade Portuária opera o Porto Newark-Terminal Marítimo Elizabeth, que tem o terceiro maior volume de embarque entre todos os portos nos Estados Unidos em 2004 e o maior na costa leste. A Autoridade Portuária também opera as travessias no rio Hudson, incluindo o túnel Holland, túnel Lincoln e a ponte George Washington, que conecta Nova Jérsia a Manhattan, e três passagens que ligam Nova Jérsia a Staten Island. A Rodoviária da Autoridade Portuária e do sistema ferroviário PATH também são mantidos pela Autoridade Portuária, bem como os aeroportos LaGuardia, John F. Kennedy, Newark e Teterboro. A agência tem o seu próprio Departamento de Polícia, com 1 600 membros, que é responsável pelo fornecimento de segurança e de dissuasão de atividades criminosas nas propriedades e instalações da Autoridade Portuária.
Embora a Autoridade Portuária gerencie boa parte da infraestrutura de transportes na área, a maior parte das pontes, túneis e outras instalações de transporte não estão incluídas nas suas responsabilidade. O Departamento de Transportes da Cidade de Nova Iorque é o responsável pela Balsa de Staten Island e pela maioria das pontes na cidade. A MTA Bridges and Tunnels é a responsável por outras pontes e túneis na área.